# Cercíon
Cercíon (en grec antic Κερκυών) és una figura de la mitologia grega, un bandit i rei d'Eleusis, fill de Posidó o d'Hefest i una filla d'Amficcíon, o bé de Brancos i la nimfa Argio. Va establir el seu amagatall a la ruta entre Eleusis i Mègara, on desafiava els viatgers a lluitar amb ell, prometent-los el tron d'Eleusis si el vencien, però matant-los si perdien. Va ser derrotat per Teseu, que el va aixecar i llançar violentament contra el terra. Cerción també va tenir una filla, Àlope, estimada per Posidó. Una altra tradició parla d'un altre Cerción, fill de l'arquitecte Agamedes, que va fugir cap a Atenes després de la mort del seu pare.